# ليكوسا
ليكوسا (بالإيطالية: Licosa)‏ هي قرية صغيرة (فراتسيوني) تابعة لبلدية كاستيلاباتي، في مقاطعة سلرنو، بمنطقة كمبانية، جنوب إيطاليا، منذ عام 2009 بلغ عدد سكانها 82.